# Naftali Trop
 (janvier 2012).
Naftali Trop (avril 1871 - 24 septembre 1928) est le rosh yeshiva de la yeshiva Chofetz Chaim à Raduń, Pologne. Il est un célèbre talmudiste et Talmid Haham.

## Les premières années
Il est né en 1871 à Grodno, en Biélorussie,  où il étudie avec son père, le rabbin Moshe Trop, Rosh Yeshiva d'une yeshiva locale. À 14 ans, il quitte pour étudier à Kelm, où son partenaire d'étude de dix ans est le rabbin Yerucham Levovitz, qui est devenu mashgiah' de la Yechiva de Mir. Le rabbin Trop étudie un bref moment à la yeshiva de Slabodka ainsi qu'à la Yechiva de Telshe, où il est devenu proche du rabbin Eliezer Gordon. Il apprend pendant un court moment dans la yeshiva Novardok de Slonim, où il forme une relation étroite avec le Alter de Novardok, le rabbin Yosef Yozel Horwitz. En 1889, le rabbin Trop retourne à Slabodka, quand le rabbin Yaakov Yitzchak (Itzele) Rabinowitz est nommé rosh yeshiva. Il devient un élève proche de ce dernier.
À l'âge de vingt et un, le rabbin Trop se fiance avec la fille du rabbin Nosson Tzvi Finkel. Cependant, elle est morte quelques mois avant le mariage. En 1895, le rabbin Trop épouse Pesya Léa, la fille du célèbre rabbin Eliezer Chavas Yaakov de Yanishok. Peu de temps après le mariage, il retourne à Kelm, où il rejoint un grand groupe de remarquables chercheurs jeunes mariés. Il est grandement influencé par le mouvement de Moussar, approche qu'il a principalement absorbée à Kelm, mais aussi à Slobodka et par le biais de son contact avec le rabbin Horowitz à Slonim. Après quatre années d'études à Kelm, le rabbin Trop est nommé Rosh Yeshiva de la yeshiva Or Hah'aim à Slabodka, par son fondateur le rabbin Tsvi (Hirshel) Levitan.

## Radin
En 1903, sur invitation du H'afetz H'aïm (Israël Meir Kagan), le rabbin Moshé Trop remplace le Rav Londinsky comme rosh yeshiva à Radun, où il demeure pour le reste de sa vie et a un impact majeur. Parmi ses élèves à Radin se trouvent les rabbins Dovid Leibowitz, Yechezkel Sarna et Yosef Shlomo Kahaneman. Le rabbin Kahaneman a étudié avec le rabbin Trop pendant plus de cinq ans à Radin.

## Famille
L'épouse du rabbin Trop, Pesya Leah, contracte le typhus et décède en 1920.  Son fils aîné, Avraham, également sert comme rosh yeshiva de Radin jusqu'au déclenchement de la Seconde Guerre mondiale. Il immigre aux États-Unis, où il est devient Rosh Yeshiva de la yeshivas Hafetz Haïm à New York, et devient plus tard rosh yeshiva de Karlin-Stolin . Il s'installe en Israël, un an avant sa mort en 1978.
Le second fils du rabbin Trop, Reuven, immigre en Palestine avec un groupe d'étudiants de Slobodka qui fondent la yeshiva Knesses Yisroel à Hébron, et plus tard il dirige la yeshiva yishuv. 
La fille aînée du rabbin Trop, Toiba, épouse le rabbin Yehoshua Eizek Kaminetsky, l'un des meilleurs élèves de Radin, aussi connu comme "Eizekel Kobriner". Lui et sa famille sont assassinés par les nazis.
Sa deuxième fille, Feige, épouse le brillant rabbin Yossef Boruch Feivelson, qui succède au rabbin Trop comme rosh yeshiva de Radin, mais il est mort quatre ans seulement après sa nomination.

## Travaux
- H'iddushé ha-Granat, une série de responsa publié en 1989.
- En 1942 les conférences du Rabbin Trop sur Nedarim ont été publiés, après avoir été éditées par le rabbin Luban aux États-Unis.
- En 1985 le rabbin Moshe Drayen de Jérusalem  publie une autre édition des discours du rabbin Trop.

Les travaux du rabbin Trop sont maintenant incontournable dans le monde de la yeshiva.